# Anton August Ferdinand Titz
Anton August Ferdinand Titz, Tietz o Dietz (1762 – 1811) fou un violinista i compositor austríac.
Va rebre les primeres lliçons de música en un monestir traslladant-se més tard a Viena, on aconseguí una plaça en l'orquestra de la Capella imperial. El 1789 publicà sis quartets per a dos violins, alt i baix, i dues sonates per a clavicordi i violí. El 1796 es traslladà a Sant Petersburg i donà concerts amb gran èxit, i més tard fixà la seva residència a Dresden i el 1799 entrà com a violinista en la Capella reial, on fou aplaudit el seu talent en els concerts donats fins al 1816. També anà a donar diversos concerts a Leipzig i Praga amb el mateix èxit. Va publicar tres quartetss (en sol, en fa i en la menor) per a dos violins, alt i violoncel; un rondó brillant per a quartet; i sonates per a violí i baix.